# Adrenalektomie
Als Adrenalektomie wird die chirurgische Entfernung der Nebenniere bezeichnet. Sie kann sowohl einseitig als auch beidseitig erfolgen.

## Indikation
Eine Indikation zur Adrenalektomie besteht stets bei primären Tumoren der Nebenniere wie:
- hormonell aktiven Nebennierenrindenadenomen (z. B. bei Morbus Conn, adrenalem Cushing-Syndrom)
- Phäochromozytom
- Nebennierenrindenkarzinom
- hormonell inaktiven Tumoren (Inzidentalom) wenn der Durchmesser über 4 cm beträgt und ein Wachstum nachgewiesen ist

Bei reaktiven Vergrößerungen der Nebennieren wie sie beispielsweise bei einem hypophysären Morbus Cushing zu beobachten sind, ist die Adrenalektomie bei Versagen der kausalen Therapie (Entfernung des Hypophysenadenoms etc.) als letzte Möglichkeit in Erwägung zu ziehen.
Eine subtotale Adrenalektomie ist einzelnen, kleinen, exzentrisch gelegenen und benignen Tumoren vorbehalten.

## Verfahren
Standardmethode ist die endoskopische Adrenalektomie (laparoskopisch oder retroperitoneoskopisch), die für den Patienten mit einer schnelleren Genesung und geringeren Schmerzen verbunden ist.
Je nach Befund können alternative Zugangswege günstiger sein. So ist bei mehrfachen abdominalen Voreingriffen die laparoskopische Technik aufgrund von Verwachsungen der Bauchdecke ein Risiko, sodass der laterale Zugang (Flankenzugang) oder der posteriore Zugang vorzuziehen ist.
Bei Nebennierenkarzinomen ist aus Gründen der Übersicht und der möglichen Notwendigkeit der Erweiterung des Eingriffs (paraaortale Lymphknotendissektion) der transabdominelle oder thorakoabdominelle Zugang günstig. So kann nach intraoperativem Befund die Radikalität der Operation variiert werden.

## Perioperative Maßnahmen
Zur Risikominimierung und besseren Durchführbarkeit des Eingriffs müssen vor und nach der Operation Vorsichtsmaßnahmen ergriffen werden.

### Präoperative Maßnahmen
Bei Phäochromozytomen ist eine präoperative Gabe von Alpha-Blockern (Phenoxybenzamin) obligat und meistens in Kombination mit Betablockern (Propranolol) durchzuführen.
Bei einem Hyperaldosteronismus ist die Gabe von Aldosteron-Antagonisten und eventuell anderen Antihypertensiva notwendig.
Vor der Operation von Patienten mit einem Hypercortisolismus sollten Entgleisungszustände des Elektrolythaushaltes und des Stoffwechsels (Steroid-Diabetes) behoben werden und eine Einstellung des Bluthochdrucks erfolgen.

### Postoperative Maßnahmen
Prinzipiell kann jeder Patient nach einer Adrenalektomie eine Addison-Krise erleiden. Ohne adäquate Hormonsubstitution ist die Addison-Krise nach bilateraler Adrenalektomie unvermeidbar. Bei einseitiger Adrenalektomie ist die Nebenniere der Gegenseite oft atrophiert und alleine nicht zur ausreichenden Cortisolsynthese fähig.
Daher sollte eine Substitution von Cortisol (beispielsweise mit Hydrocortison) bereits während der Operation einsetzen. Bei beidseitiger Adrenalektomie ist diese lebenslang fortzuführen.
Bei einseitiger Adrenalektomie und nicht cortisolproduzierenden Tumoren kann die Substitution rasch ausschleichend beendet werden. Bei ausgeprägter Atrophie der Gegenseite muss über längere Zeit langsam ausschleichend substituiert werden bis sich die verbliebene Nebenniere adaptiert.

### Komplikation
Bei beidseitiger Adrenalektomie wegen Cushing-Syndromes kann es zum Nelson-Tumor kommen.